# Quintana (Álava)
Quintana (Kinta en euskera) es un concejo del municipio de Bernedo, en la provincia de Álava.

## Límites
Al norte el parque natural de Izki, Angostina y Bernedo al sur, San Román de Campezo al este y Urturi al oeste, son sus límites.

## Historia
Hacia mediados del siglo XIX, el lugar, por entonces con ayuntamiento propio, tenía contabilizada una población de 158 habitantes. Aparece descrito en el decimoquinto volumen del Diccionario geográfico-estadístico-histórico de España y sus posesiones de Ultramar de Pascual Madoz de la siguiente manera:

QUINTANA: v. en la prov. de Alava (á Vitoria 8 leg.), part. jud. de Laguardia (5), aud. terr. de Búrgos (23), c. g. de las Provincias Vascongadas, dióc. de Calahorra (12): forma ayunt. con Urturi, sit. en parage montuoso; clima frio; reina el viento N. y se padecen pulmonias y reumas. Tiene 45 casas, inclusa la del ayunt. con cárcel, escuela de primera educacion para ambos sexos, dotada con 26 fan. de trigo y 100 rs.; preceptoria de gramática que tiene asignados 200 ducados; igl. parr., dedicada á la Natividad de Ntra. Sra., y servida por 2 beneficiados; 2 ermitas (San Andrés y la Purísima Concepcion), y para el surtido de la pobl. una fuente en su interior, y diferentes fuera, de aguas escelentes. El térm. confina N. Izqui; E. San Roman de Campezo; S. Angostina y Cabredo, y O. Urturi y Bernedo, hallándose bastante poblado en todas direcciones. El terreno es de mediana calidad, y nacen en él 2 riach. que se dirigen hácia Bernedo y tienen tres puentecitos en los caminos que conducen á este último pueblo Maestu, Urturi, San Roman y Angostina, y que son las únicas que tiene la v.; en el primero se encuentra una venta. El correo se recibe, por balijero, los miércoles y sábados. prod.: trigo, centeno, cebada, avena y otros granos; cria ganado vacuno, mular, lanar y cabrío; caza de jabalíes, lobos, liebres y perdices; pesca de cangrejos y truchas. pobl.: 28 vec., 158 alm. contr.: (V. Alava, intendencia).
(Madoz, 1849, p. 318)

Décadas después, ya en el siglo XX, en el tomo de la Geografía general del País Vasco-Navarro dedicado a Álava y escrito por Vicente Vera y López se trazan también unas pinceladas; primero, como municipio, se dice esto:

Ayuntamiento formado por las villas de Quintana y Urturi, situado al SE. de Vitoria, con una extensión superficial de 1,208 hectáreas, cultivándose 355; los montes y prados ocupan 820, y 33 los caminos y ríos. De las tierras de labor 180 se destinan á trigo; 22 á cebada; 25 á avena; 18 á centeno; 1 á maiz; 5 á yeros; 6 á alholva; 11 á rica; 4 á judías; 40 á patatas y 43 á otros productos. A este municipio corresponde el aprovechamiento de los montes comunales de Arazua, La Dehesa, Rugurieta, Gasuralde y Luzaral, de 652 hectáreas de superficie total, plantados de robles. Tiene 124 viviendas y 10 albergues; la población es de 287 almas de hecho y 275 de derecho.
(Vera y López, 1915-1921, p. 683)

A continuación, sobre la villa se dice lo siguiente:

Quintana.—Villa de 71 edificios, con una población de 169 almas de hecho y 153 de derecho. Limita, al N., con Apellániz y Bujanda; al E., con Lagrán; al S, con Bernedo, y al O., con Urturi. Su parroquia es de categoría rural de primera clase, perteneciente al arciprestazgo de Campezo y dedicada á Santa María; antes la servían dos beneficiados y había en su término dos ermitas. Tiene una escuela pública incompleta y su población escolar es de 20 niños y niñas. Riega su término uno de los arroyos que contribuyen á la formación del río Ega.
(Vera y López, 1915-1921, p. 683)

Hasta que en 1965 fuera anexionado por Bernedo fue un municipio independiente, que incluía a la vecina localidad de Urturi. En 2022, tenía empadronados veinticuatro habitantes.

## Demografía
| Gráfica de evolución demográfica de Quintana entre 1842 y 1960 |
| |
| Población de derecho según los censos de población del INE Población de hecho según los censos de población del INEEntre el censo de 1970 y el anterior, este municipio desaparece porque se integra en el municipio 01016 (Bernedo) |

| Gráfica de evolución demográfica de Quintana entre 2000 y 2017 |
|                                                                |
| Población de derecho según los censos de población del INE.    |

## Cultura

### Patrimonio material

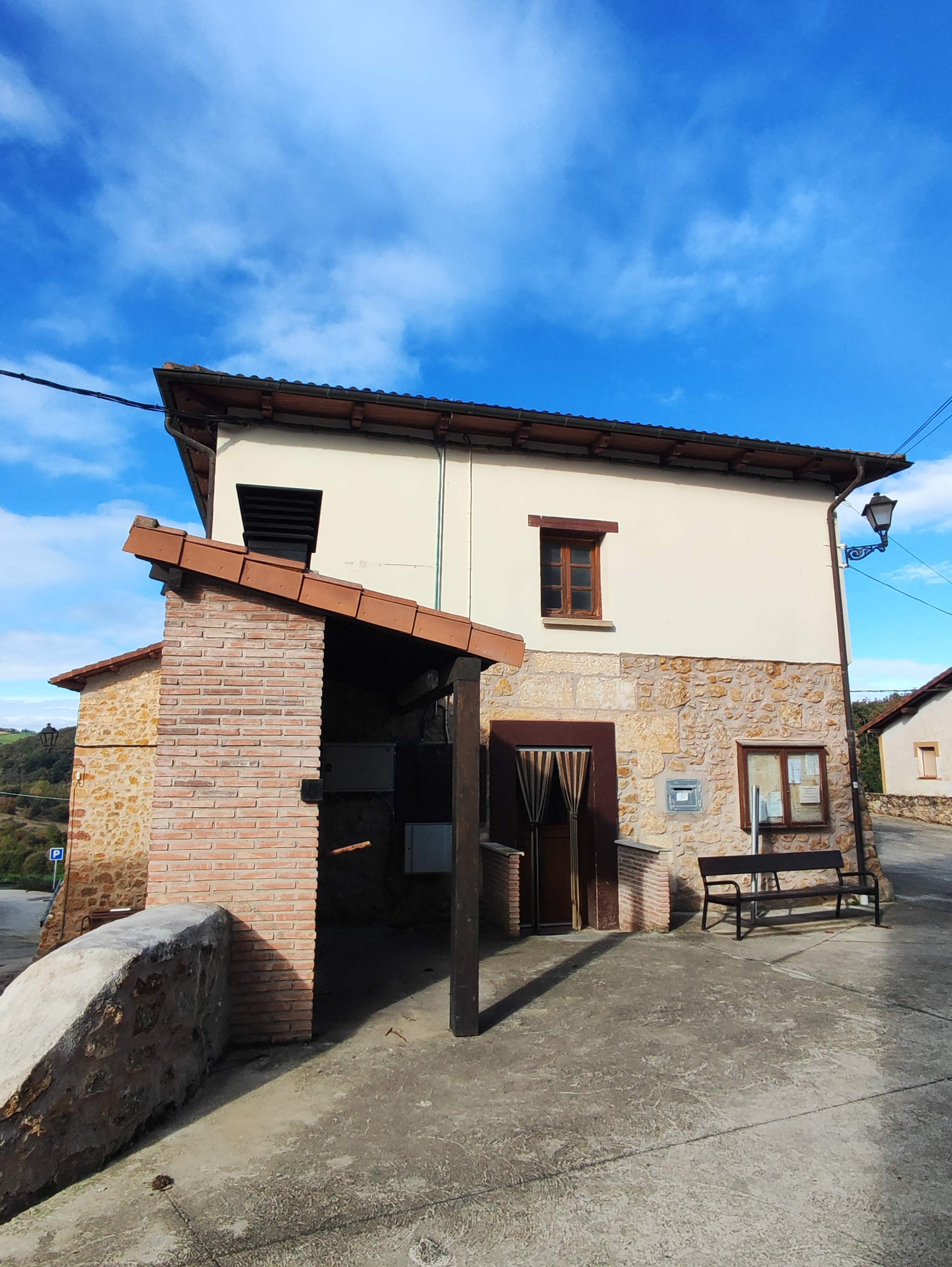
Centro social de Quintana

- Centro social de QuintanaIglesia de la Natividad de Nuestra Señora, del siglo XVI.[1]
- Entre las casas labradas en piedra (siglo XVII) se encuentra la casa del latín y cátedra, fundada en 1608, y donde se preparaba a los estudiantes y futuros religiosos. En 1802, había maestros de gramática y primeras letras.[7]
- Fuente y abrevaderos de la plaza mayor.[8]
- Fuente vieja y lavadero.[9]
- Abrevadero, ubicado en un espacio abierto dentro del núcleo, adosado a un muro de hormigón perteneciente a un depósito de aguas.[10]
- Abejera "El Cocino".[11]
- Molino preindustrial de molturación de granos que desaparece hacia 1760. Hoy en día es un molino eléctrico que ocupa los bajos de una edificación propia de la Junta Administrativa de Quintana.[12]
- Centro social
- Ermita de San Andrés, QuintanaErmita de San Andrés[13]

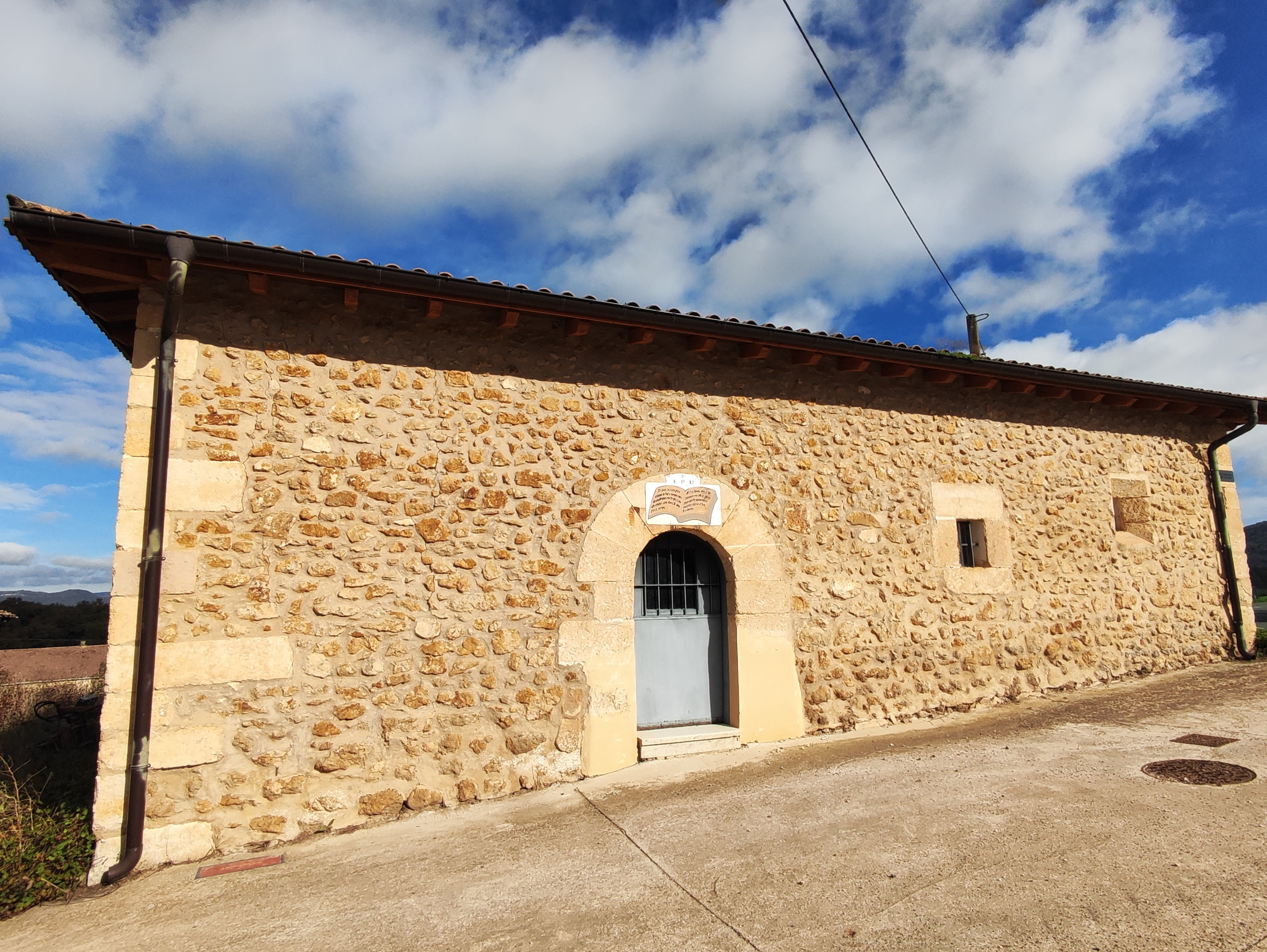
Ermita de San Andrés, Quintana

- Ermita de la Purísima Concepción, construida en 1608 por los hermanos Juan y Pedro Martínez.[7]
- Puente de Agua Mayor.[14]
- Puente de la Tejería (Cocino), situado a las afueras del núcleo, al lado de la antigua tejera.[15]
- "La venta", edificio de piedra y madera, que en el siglo XVI situado en el «Camino de los Arrieros», paso obligado para quienes venían de Aragón, Navarra y la Rioja hacia el Cantábrico.[7]
- Abrevadero el Cocino, estaba junto al puente de la Tejería, hoy sepultado por verter encima escombros.[16]
- Juego de bolos, estaba junto al pórtico de la iglesia, desapareció cuando se asfaltaron las calles.[17]
- Antigua tejera, de la que no quedan restos.[18]

### Patrimonio inmaterial
- Fiestas patronales el 8 de julio, en honor a San Andrés.[19]
- Romería a la ermita de Nuestra Señora de Okón (Bernedo).[20] Primer sábado de septiembre o el último de agosto.[21]